# 吉野川市
吉野川市（日语：／ Yoshinogawa shi */?）是位於日本德島縣北部的城市，地處吉野川南岸，人口數在縣内排名第四。北邊隔著吉野川與阿波市相鄰，南部為高越山等四國山地的山岳。當地交通相當便利，國道192號與JR四國的德島線通過北部的沖積平原，東部地區則位於德島都市圈的範圍內。當地以阿波和紙而聞名，並且被指定為日本的國家傳統工藝品。
四國八十八箇所中的第11號札所藤井寺即坐落於市內。

## 地理
發源於南部山區的飯尾川、桑村川、學島川與川田川等河川流經市內，並在北邊注入吉野川。吉野川市北邊則為日本最大的川中島-善入寺島。當地整體氣候較溫暖，年均溫約16℃，年降雨量則約1400毫米。山區因日照時間比平原短，故氣候較涼爽。

## 歷史

### 年表
- 1889年10月1日：實施町村制，現在的轄區在當時分屬：麻植郡牛島村、鴨島村、森山村、西尾村、桑川村、學島村、山瀨村、川田村、東山村、三山村、中枝村。
- 1907年10月1日：桑川村改制並改名為川島町。
- 1908年7月20日：鴨島村改制為鴨島町。
- 1926年5月5日：山瀨村改制為山瀨町。
- 1928年11月10日：川田村改制為川田町。
- 1954年3月31日：鴨島町、森山村、西尾村、牛島村合併為新設置的鴨島町。
- 1955年1月1日：
  - 東山村的部份地區、三山村的部份地區和中枝村的部份地區合併為美鄉村。
  - 東山村的其餘地區被併入鴨島町。
  - 三山村的其餘地區和山瀨町、川田町合併為山川町。
  - 中枝村的其餘地區被併入木屋平村（現已合併為美馬市）。
- 1955年2月11日：川島町和學島村合併為新設置的川島町。
- 2004年10月1日：鴨島町、川島町、山川町、美鄉村合併為吉野川市。[10]

### 變遷表
| 1889年10月1日           | 1889年 - 1925年                  | 1926年 - 1954年                  | 1955年 - 1988年            | 1989年 - 現在                | 現在                         |
| ----------------------- | -------------------------------- | -------------------------------- | -------------------------- | ---------------------------- | ---------------------------- |
| 木屋平村                | 木屋平村                         | 木屋平村                         | 木屋平村                   | 2005年3月1日 合併為美馬市    | 2005年3月1日 合併為美馬市    |
| 中枝村                  | 中枝村                           | 中枝村                           | 1955年1月1日 併入木屋平村  | 2005年3月1日 合併為美馬市    | 2005年3月1日 合併為美馬市    |
| 中枝村                  | 中枝村                           | 中枝村                           | 1955年1月1日 美鄉村        | 2004年10月1日 合併為吉野川市 | 2004年10月1日 合併為吉野川市 |
| 三山村                  |                                  |                                  | 1955年1月1日 美鄉村        | 2004年10月1日 合併為吉野川市 | 2004年10月1日 合併為吉野川市 |
| 東山村                  |                                  |                                  | 1955年1月1日 美鄉村        | 2004年10月1日 合併為吉野川市 | 2004年10月1日 合併為吉野川市 |
| 1955年1月1日 併入鴨島町 |                                  |                                  |                            | 2004年10月1日 合併為吉野川市 | 2004年10月1日 合併為吉野川市 |
| 鴨島村                  | 1908年7月20日 鴨島町             | 1954年3月31日 合併為鴨島町       | 1954年3月31日 合併為鴨島町 | 2004年10月1日 合併為吉野川市 | 2004年10月1日 合併為吉野川市 |
| 牛島村                  |                                  | 1954年3月31日 合併為鴨島町       | 1954年3月31日 合併為鴨島町 | 2004年10月1日 合併為吉野川市 | 2004年10月1日 合併為吉野川市 |
| 森山村                  |                                  | 1954年3月31日 合併為鴨島町       | 1954年3月31日 合併為鴨島町 | 2004年10月1日 合併為吉野川市 | 2004年10月1日 合併為吉野川市 |
| 西尾村                  |                                  | 1954年3月31日 合併為鴨島町       | 1954年3月31日 合併為鴨島町 | 2004年10月1日 合併為吉野川市 | 2004年10月1日 合併為吉野川市 |
| 桑川村                  | 1907年10月1日 改制並改名為川島町 | 1907年10月1日 改制並改名為川島町 | 1955年2月11日 合併為川島町 | 2004年10月1日 合併為吉野川市 | 2004年10月1日 合併為吉野川市 |
| 學島村                  |                                  |                                  | 1955年2月11日 合併為川島町 | 2004年10月1日 合併為吉野川市 | 2004年10月1日 合併為吉野川市 |
| 山瀨村                  | 1926年5月5日 山瀬町              | 1926年5月5日 山瀬町              | 1955年1月1日 合併為山川町  | 2004年10月1日 合併為吉野川市 | 2004年10月1日 合併為吉野川市 |
| 川田村                  | 川田村                           | 1928年11月10日 川田町            | 1955年1月1日 合併為山川町  | 2004年10月1日 合併為吉野川市 | 2004年10月1日 合併為吉野川市 |

## 行政

### 歷任市長
| 任   | 姓名       | 上任年月日     | 卸任年月日     | 備註 |
| ---- | ---------- | -------------- | -------------- | ---- |
| 1-4  | 川真田哲哉 | 2004年11月16日 | 2019年9月10日  |      |
| 代理 | 河野博喜   | 2019年9月11日  | 2019年10月27日 |      |
| 5-6  | 原井敬     | 2019年10月27日 | 現任           |      |

## 交通

### 鐵路
- 四國旅客鐵道
  - 德島線：（石井町） - 牛島站 - 麻植塚站 - 鴨島站 - 西麻植站 - 阿波川島站 - 學站 - 山瀨站 - 阿波山川站 - 川田站 - （美馬市）

|  |  |
|  |  |

## 觀光

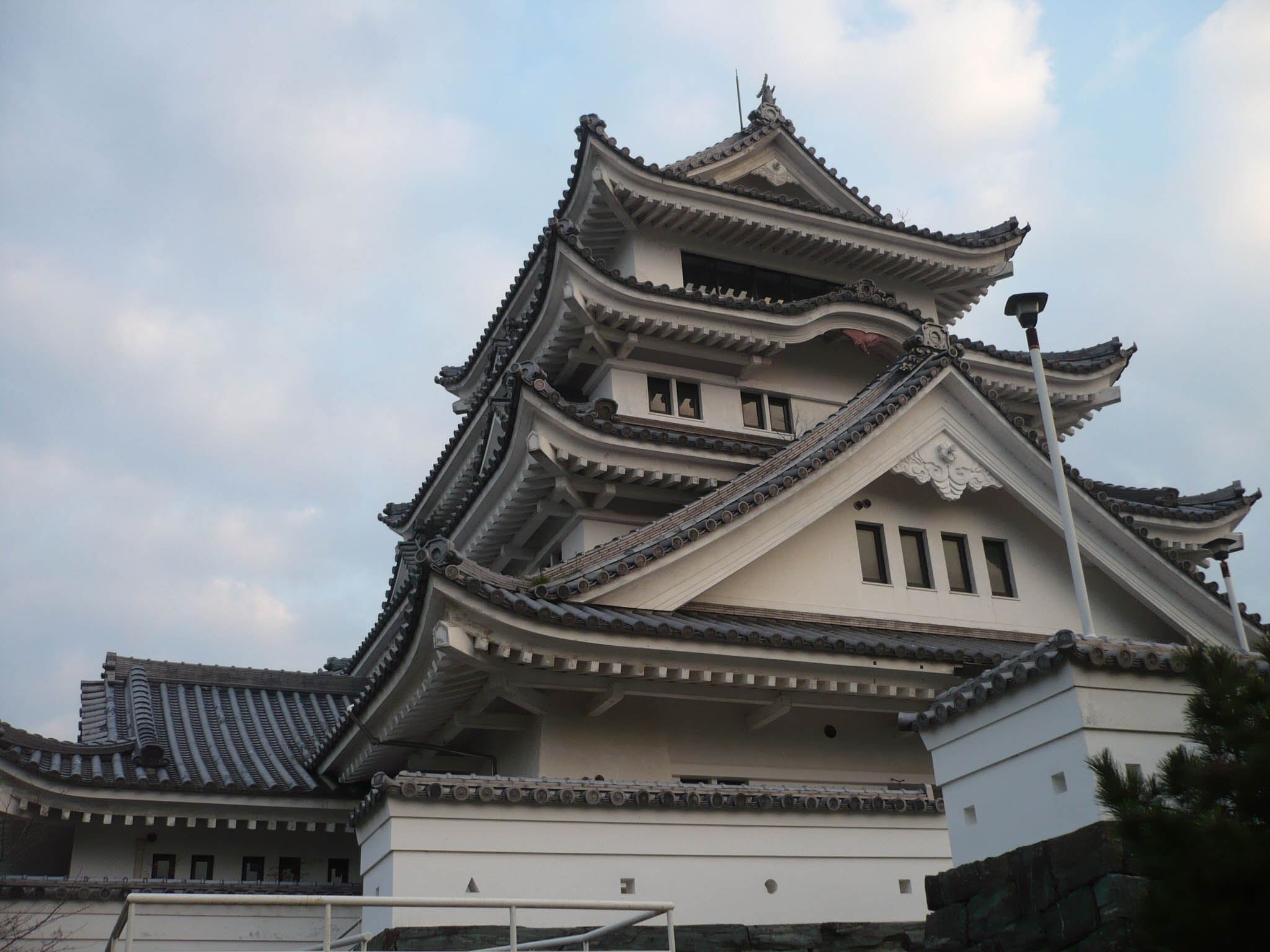
川島城

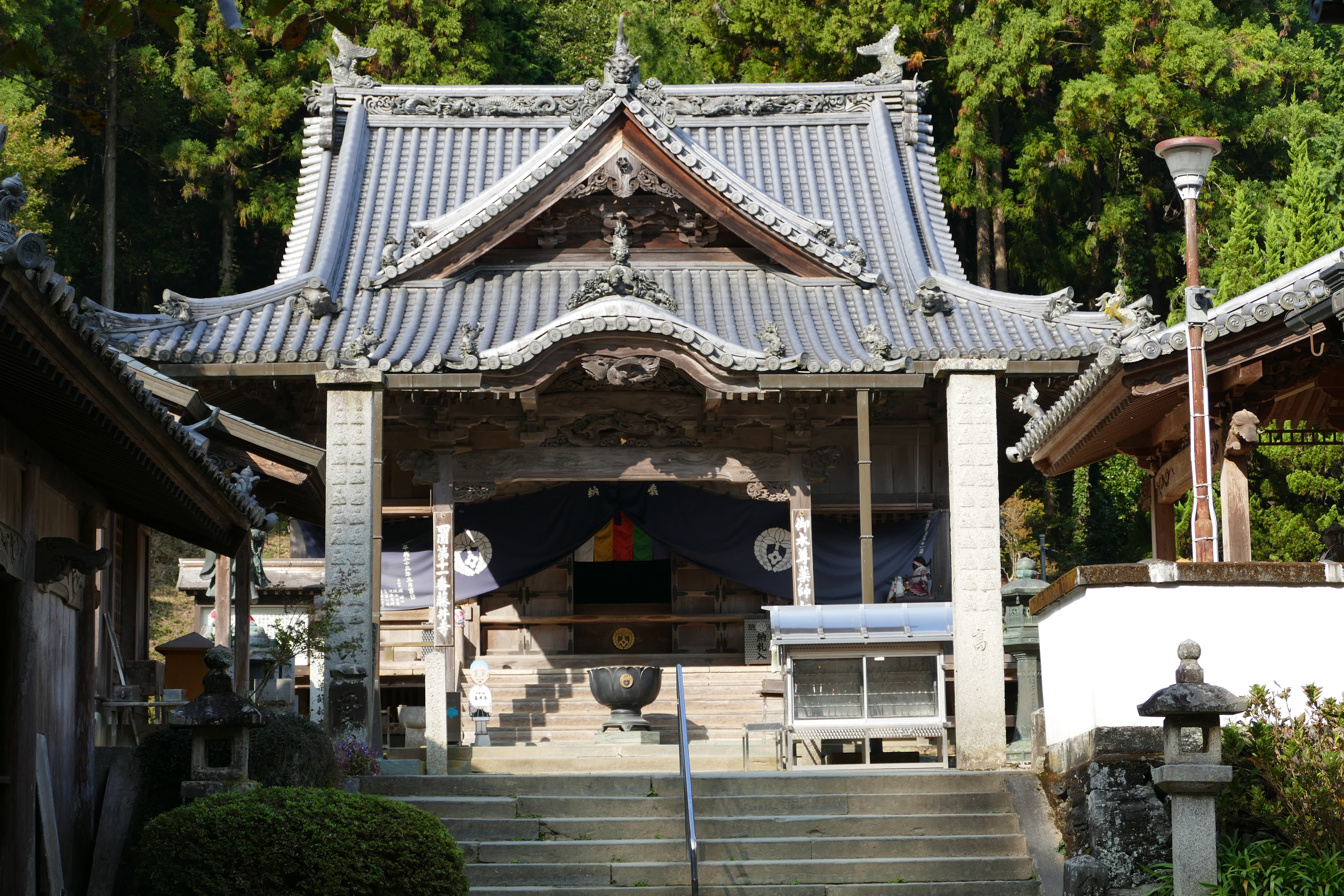
第11號札所藤井寺

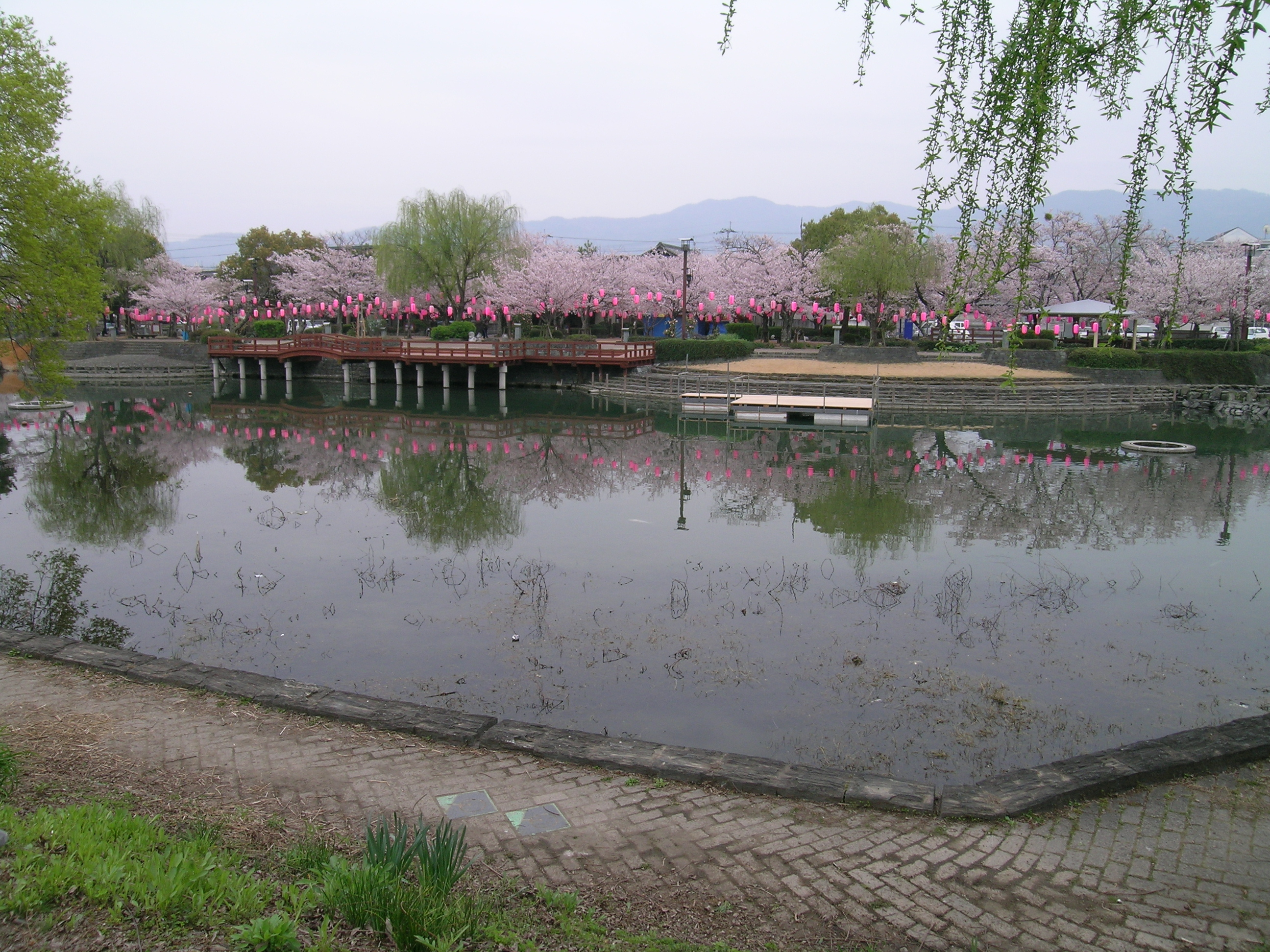
鴨島公園

- 上櫻城遺址：原為16世紀篠原長房的居城。
- 四國八十八箇所
  - 11號札所 金剛山藤井寺
- 川島城
- 鴨島公園
- 鴨島溫泉
- 上櫻溫泉

## 教育
高等學校
- 德島縣立吉野川高等學校
- 德島縣立川島高等學校

特殊學校
- 德島縣立鴨島支援學校

## 本地出身之名人
- 後藤田正晴：曾任内閣官房長官、副總理兼法務大臣
- 曾我廼家五九郎：明治時代、大正時代的喜劇俳優
- 泉智等：真言宗僧侶、曾任種智院大學和高野山大學真言宗
- 大川隆法：幸福科學創辦人
- 安崎曉：前小松製作所社長、曾任東京德島縣人會會長、國家公安委員會委員

## 外部連結
- （日語） 吉野川市觀光導覽 （页面存档备份，存于）
- （日語） 麻植郡合併協議會* （日語） 德島中央廣域連合（页面存档备份，存于）